# بولو رييس
بولو رييس (بالإسبانية: Polo Reyes) هو فنان قتال مختلط مكسيكي، ولد في 7 نوفمبر 1984 في مكسيكالي في المكسيك.

## وصلات خارجية
- بولو رييس على موقع يو إف سي (الإنجليزية)
- بولو رييس على موقع شيردوغ (الإنجليزية)